# Střída signálu

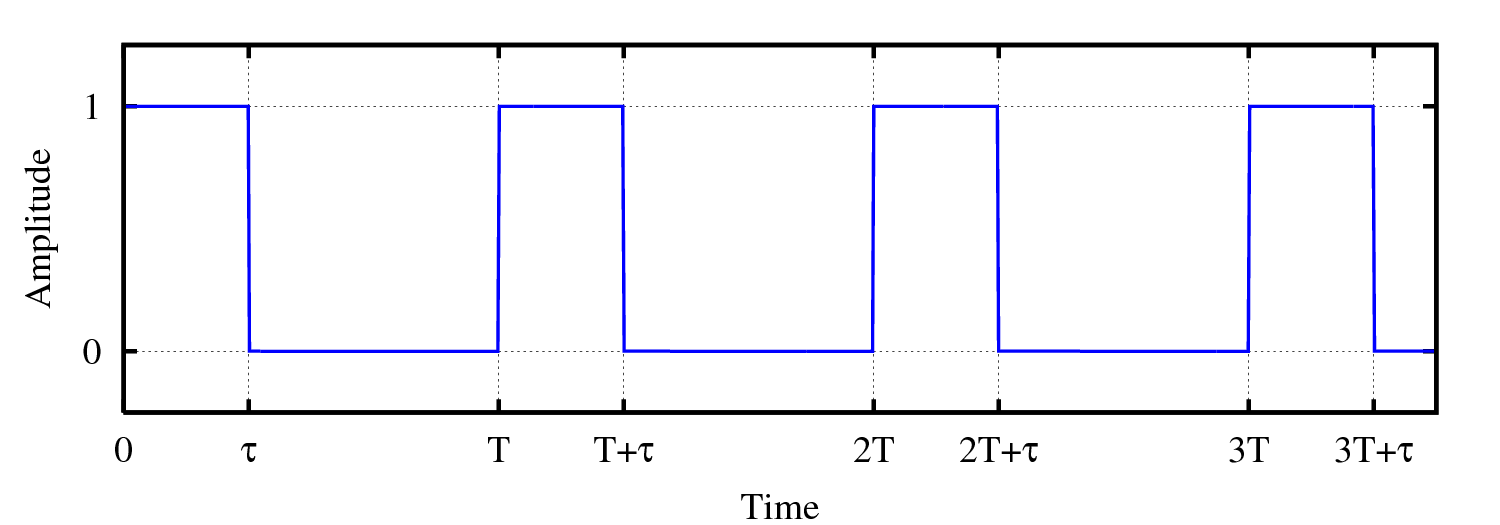
Střída = τ / T, kde τ je délka pulzu a T délka periody

je definována jako poměr doby trvání úrovně H a doby trvání celé periody

U periodických signálů, které během jedné periody přecházejí mezi dvěma úrovněmi, znamená střída (anglicky duty cycle) poměr časů, ve kterých je obdélníkový signál v jednotlivých úrovních. Pokud se uvádí střída ve tvaru např. 1:1, je tím myšleno, že obě dvě úrovně signálu trvají stejně dlouho. Pokud je střída udána v procentech, myslí se tím obvykle doba trvání úrovně H „zapnuto“ vůči celkové periodě signálu. (0 % až 100 %, 50 % pro 1:1). Veličina se někdy označuje jako DCL.

## Výpočet střídy
{\displaystyle D={\frac {\tau }{\mathrm {T} }}\,[-;s,s]}
nebo
{\displaystyle DCL={\frac {\tau }{\mathrm {T} }}\cdot 100\%\,[\%;s,s]}
kde
{\displaystyle \tau } je délka pulzu;
{\displaystyle \mathrm {T} } je délka periody.